# Zmarli w roku 1804
Lista osób zmarłych w 1804:

## luty 1804
- 6 lutego – Joseph Priestley, angielski chemik, filozof, duchowny i pedagog[1]
- 12 lutego – Immanuel Kant, filozof niemiecki[2]

## marzec 1804
- 3 marca – Giovanni Domenico Tiepolo – włoski malarz, rysownik i grafik okresu rokoka[3]

## kwiecień 1804
- 9 kwietnia – Jacques Necker, genewski finansista i polityk, generalny kontroler finansów, a potem pierwszy minister króla Francji Ludwika XVI[4]

## czerwiec 1804
- 25 czerwca – Georges Cadoudal, francuski przywódca szuanów[5]

## lipiec 1804
- 12 lipca – Alexander Hamilton, polityk amerykański[6]

## wrzesień 1804
- 20 września – Pierre Méchain, francuski astronom, geodeta[7]

## październik 1804
- 2 października – Nicolas-Joseph Cugnot, francuski wynalazca[8]